# 39 Minutes of Bliss (In an Otherwise Meaningless World)
Albums de Caesars
Love for the Streets
(2002) Paper Tigers
(2005)
39 Minutes of Bliss (In an Otherwise Meaningless World) est une compilation du groupe suédois Caesars.

## Liste des titres
1. Sort It Out (3:39)
2. (I'm Gonna) Kick You Out (2:52)
3. Let's Go Parking Baby (2:36)
4. Jerk It Out (en) (3:18)
5. Out of My Hands (3:40)
6. Only You (2:34)
7. Since You've Been Gone (3:18)
8. Crackin' Up (3:16)
9. You're My Favourite (2:04)
10. Fun and Games (2:24)
11. Suzy Creamcheese (4:07)
12. You Don't Mean a Thing to Me (4:39)

## Commentaires
- La chanson Jerk It Out (en) a été utilisée dans des publicités pour Apple, Nivea, Renault et Cortal Consors. Elle fait aussi partie de la bande sonore des jeux vidéo FIFA Football 2004 et SSX 3.
- La chanson (I'm Gonna) Kick You Out a été utilisée dans une publicité pour la Peugeot 407.